# Adobe LiveCycle
Adobe LiveCycle Enterprise Suite (ES) é uma SOA da Adobe Systems Incorporated para servidores baseados em Java EE, utilizada para construir aplicações que automatizam processos de negócios para empresas e agências governamentais. Combina tecnologias para captura de dados, saída de documentos, visualização de conteúdos e gerenciadores de processos para fornecer soluções tais como abertura de contas, gerir correspondência e diversos outros workflows. LiveCycle ES incorpora a tecnologia PDF e Flex (tecnologia Flash) para permitir aos programadores criarem aplicações interactivas.
O  Adobe LiveCycle é uma suíte que integra o servidor do J2EE (Java) e monta formulários, gerenciadores de processo, segurança de documentos para ajudar e entregar aplicações ricas (RIA) para redução de papel acelerando a decisão e visualização de conteúdos.

## Produtos LiveCycle ES3 Data Capture
LiveCycle Forms ES3
LiveCycle DataServices
LiveCycle Barcoded Forms
LiveCycle Reader Extensions
LiveCycle Digital Signatures
LiveCycle Rights Management
LiveCycle PDF Generator
LiveCycle PDF Generator 3D extends LiveCycle PDF Generator ES2
LiveCycle Output